# Game’s Pain
„Game's Pain” – pierwszy singel rapera The Game’a, z jego trzeciego studyjnego albumu L.A.X.. Opublikowany 29 kwietnia 2008 roku.
W utworze, który jest nagrany razem z piosenkarką Keyshia Cole, The Game pokazuje swój szacunek do raperów takich jak:The Notorious B.I.G., Nas, Big Daddy Kane, Ice Cube (nazywa go swoim ulubionym raperem), LL Cool J, Wu-Tang Clan, DJ Jazzy Jeff & The Fresh Prince.

## Teledysk
Teledysk do utworu  „Game's Pain”  został nakręcony w Los Angeles. Możemy w nim zobaczyć m.in. Ice Cube'a, Tiny'ego Lister, Big Daddy Kane’a, Three 6 Mafia, Raekwon'a, oraz grupę Black Wall Street. Wideo miało swój debiut 16 maja 2008 roku, w amerykańskiej telewizji BET.